# Аминов, Миннетдин Гильметдинович
Миннетди́н Гильметди́нович Ами́нов (15 октября 1922, Сарышево, Башкирская АССР — 12 августа 1969, Юмагузино, Башкирская АССР) — советский военнослужащий, стрелок 178-й танковой бригады 10-го танкового корпуса 40-й армии Воронежского фронта. Герой Советского Союза (23.10.1943), красноармеец.

## Биография
Родился в семье крестьянина. Башкир по национальности. Получил начальное образование. Работал пастухом в колхозе.

### Великая Отечественная война
В Красной Армии — с 1942 года; с этого же времени — на фронте. В 1943 году стал членом ВКП(б). 21 сентября этого же года Аминов участвовал в форсировании Днепра в составе передового отряда. Красноармеец несколько раз под огнём противника доставлял на лодке боеприпасы на плацдарм. В итоге был тяжело ранен и направлен на лечение в госпиталь.
Указом Президиума Верховного Совета СССР от 23 октября 1943 года за образцовое выполнение боевых заданий командования на фронте борьбы с немецко-фашистским захватчиками и проявленные при этом мужество и героизм красноармейцу Аминову Миннетдину Гильметдиновичу присвоено звание Героя Советского Союза с вручением ордена Ленина и медали «Золотая Звезда».
После лечения Аминов был демобилизован в 1944 году.

### Послевоенные годы
Вернулся в Башкирию, в село Юмагузино. Работал пастухом в колхозе «Красный Маяк». Умер 12 августа 1969 года.

## Память
- Похоронен в селе Юмагузино Кугарчинского района Башкортостана.

## Награды
- Медаль «Золотая Звезда» Героя Советского Союза (23.10.1943, медаль № 4463)[1]
- Орден Ленина (23.10.1943)
- Орден Красной Звезды (07.10.1943)[2]
- Медали, в том числе:
  - Медаль «За победу над Германией в Великой Отечественной войне 1941—1945 гг.»
  - Юбилейная медаль «Двадцать лет Победы в Великой Отечественной войне 1941—1945 гг.»